# La Cabane des Robinson
La Cabane des Robinson is een walkthrough-attractie in het Disneyland Park in Parijs, die gebaseerd is op het boek van Johann David Wyss. De attractie werd geopend tezamen met het park zelf op 12 april 1992 als de enige van de vijf walkthroughs die nu in totaal in het park te vinden zijn.

## Beschrijving
De attractie is opgezet als een boomhut met meerdere verdiepingen in een naar een bohiboom gethematiseerde, kunstmatige boom, die door de Imagineers van Disney zelf met de wetenschappelijke naam Disneyodendron Semperflorens Grandes (Nederlands: altijdbloeiende, grote Disneyboom) wordt aangeduid. Onder de boom zelf bevindt zich La Ventre de la Terre, een grottenstelsel tussen de bovengrondse wortels van de boom, waarin de familie uit het verhaal waardevolle bezittingen zou bewaren achter bamboetralies.
De ingang tot de boomhut bevindt zich op de begane grond, waar een bord met daarop "La Cabane des Robinson" en een verhaal van een van de hoofdpersonages uit het verhaal de bezoekers welkom heet. Een trap leidt via verschillende verdiepingen naar boven in de boom. Van bovenuit is er zicht op het systeem van waterrad, regenpijpen en buizen, dat elke verdieping van de boom van water voorziet, met als bron een zoetwaterstroom.
Op de eerste verdieping van de boomhut bevinden zich de keuken en de eetkamer, inclusief een open haard van lavasteen en een gootsteen van een schelp, die aansluit op het watersysteem. Verderop is een kamer met uitzicht over het hele eiland waarop de boom zich bevindt. Daarna volgt een kamer met enkele boeken, die kan worden beschouwd als een bibliotheek en de trap naar de tweede verdieping.
Op de tweede verdieping van de boomhut bevindt zich de woonkamer. Op de achtergrond is hier de soundtrack te horen van de attractie, de Swisskapolka, gecomponeerd door Buddy Baker. De moeder uit het verhaal zou deze melodie op het orgel spelen als haar kinderen thuis zouden zijn gekomen met kerstmis. Een andere trap in het vertrek leidt tot de derde verdieping van de boomhut.
Op de derde verdieping bevindt zich de slaapkamer van de ouders uit het verhaal. Boven het bed bevindt zich in de rieten overkapping een luik dat geopend kan worden door aan een touw te trekken.
Op de vierde verdieping slapen de kinderen uit het verhaal. In de ruimte hangen drie hangmatten. De slaapkamer bevindt zich in het hoogste punt van de boom, in het kraaiennest.

## Trivia
- Bij de ingang van de attractie hangen seinvlaggen die aangeven dat de kust veilig is. Bij de uitgang van de attractie hangen seinvlaggen die de bezoeker een voorspoedige reis wensen.
- De eettafel in de eetkamer van de boomhut is gedekt voor zes personen, hoewel de familie uit het verhaal slechts uit vijf personen bestaat.
- De familie uit het verhaal is protestants. Dit is te zien aan een bijbel, die op het bureau in de bibliotheek ligt.
- De boom bevat 300.000 handgemaakte bladeren.
- Vanuit de boom is het mogelijk om Parijs en de Eiffeltoren te zien.